# Stylopoma duboisii
Stylopoma duboisii är en mossdjursart som först beskrevs av Audouin in Savigny 1826.  Stylopoma duboisii ingår i släktet Stylopoma och familjen Schizoporellidae.
Artens utbredningsområde är Röda havet. Inga underarter finns listade i Catalogue of Life.